# 長谷部真道
長谷部 真道（はせべ しんどう、1938年（昭和13年）12月1日 - ）は、高野山真言宗の僧。管長。金剛峯寺415世座主。学習院大学法学部卒業。高野山専修学院卒業。兵庫県美方郡香美町出身。

## 生涯
旧兵庫県美方町（現在の香美町）の大乗寺に生まれた。1963年（昭和38年）に学習院大学法学部を卒業後、実家の大乗寺を継ぐために高野山専修学院に入る。
1967年（昭和42年）3月に実家である大乗寺の住職に就任。その後、金剛峯寺の執行総務部長・責任役員など経て、2022年（令和4年）に金剛峯寺415世座主に就任した。